# Мезвришвили, Медея Арчиловна
Медея Арчиловна Мезвришвили (груз. მედეა მეზვრიშვილი; 12 апреля 1930, Сагареджо, Кахетия — 5 декабря 2009, Сагареджо, Кахетия) — советский хозяйственный, государственный и политический деятель.

## Биография
Родилась в 1930 году в Сагареджо. Член КПСС.
Окончила Телавский педагогический институт.
В 1955—1961 — второй, первый секретарь Телавского горкома ЛКСМ Грузим.
В 1961—1963 — секретарь, второй секретарь Сагареджойского райкома КП Грузии.
В 1963—1973 — председатель Телавского и Сагареджойского райисполкомов.
В 1973—1991 — первый секретарь Сагареджойского райкома КП Грузии.
В 1991—1995 — губернатор Кахетии.
В 1995—1999 — полномочный представитель Президента Грузии в Кахетии.
Депутат Верховного Совета Грузинской ССР 8-11-го созывов. Делегат XXIII и XXV съездов КПСС.
Умерла в 2009 году в Сагареджо.

## Награды
- Орден Ленина
- Орден Трудового Красного Знамени (дважды)
- Орден Знак Почёта (26.02.1981)
- Орден Чести (1996)